# Philipp da Cunha

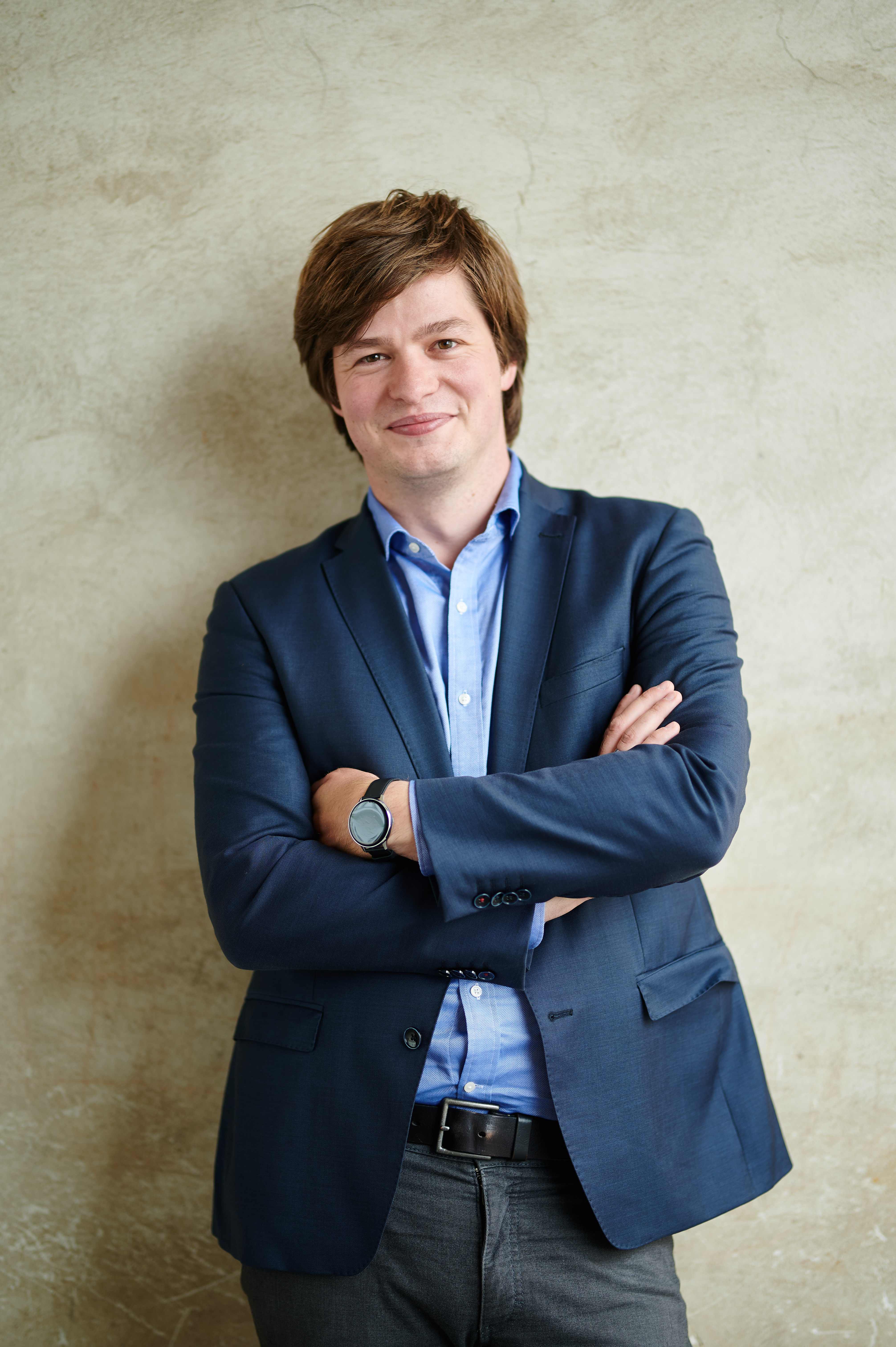
Philipp da Cunha 2020

Philipp da Cunha (* 31. Juli 1987 in Hamburg) ist ein deutscher Ingenieur und Politiker (SPD). Seit Oktober 2016 ist er Abgeordneter des Landtages Mecklenburg-Vorpommern.

## Leben
Philipp da Cunha ist der älteste von drei Söhnen von Lutz da Cunha, dem ehemaligen Landrat des Landkreises Güstrow.
Er besuchte die Grundschule in Lübz und Güstrow, anschließend das John-Brinckman-Gymnasium in Güstrow und studierte nach dem Abitur 2006 an der Universität Rostock Elektrotechnik mit Abschluss als Diplom-Ingenieur. Er ist ein Nachfahre eines brasilianischen Seemanns.
Er ist verheiratet und hat zwei Kinder.

## Politik
Da Cunha trat 2007 in die SPD ein. Er war 2009 bis 2010 Mitglied im Landesvorstand der Jusos Mecklenburg-Vorpommern und engagierte sich studierendenpolitisch. Er war Mitglied verschiedener Selbstverwaltungsgremien sowie des Studierendenparlaments und Vorsitzender des Allgemeinen Studierendenausschusses.
Dem Kreistag im Landkreis Rostock gehört er seit 2011 an. Seit 2014 ist er außerdem Mitglied der Stadtvertretung der Barlachstadt Güstrow und 1. Stellvertreter des Präsidenten der Stadtvertretung.
Seit Februar 2015 ist er stellvertretender Vorsitzender der SPD im Landkreis Rostock.
Bei den Landtagswahlen 2016 und 2021 errang er jeweils das Direktmandat im Wahlkreis 16 (Landkreis Rostock IV). In der siebten Wahlperiode war er Vorsitzender des Ausschusses für Justiz, Verfassung, Geschäftsordnung, Wahlprüfung, Immunitätsangelegenheiten, Bundesangelegenheiten und internationale Angelegenheiten des Landtages Mecklenburg-Vorpommern. Seit 2021 ist er Parlamentarischer Geschäftsführer der SPD-Fraktion im Landtag Mecklenburg-Vorpommern.
Im Juli 2023 sorgte ein Interview mit dem NDR für Aufmerksamkeit, in dem da Cunha zehnmal gefragt wurde, wie hoch die Kosten für ein SPD-Bürgerforum gewesen waren und worauf Cunha jedes Mal mit derselben – ausweichenden – Antwort reagierte. Das Interview wurde als Musterbeispiel für Message Control bezeichnet. Hintergrund war eine Veranstaltung der SPD Mecklenburg-Vorpommern im Hotel Golchener Hof. Die Hotelanlage gehört dem Ehemann der SPD-Vize-Fraktionschefin Christine Klingohr, sie selbst ist am Geschäftsbetrieb beteiligt.